# Teréz
A Teréz a Terézia női név rövidülése.

## Rokon nevek
Rézi, Riza, Tereza, Teréza, Teri, Terka, Tessza és Zia

## Gyakorisága
Az 1990-es években ritka név, a 2000-es években nem szerepel a 100 leggyakoribb női név között.

## Névnapok
- március 11.[2]
- június 17.[2]
- július 8.[2]
- augusztus 3.[2]
- október 1.[2]
- október 3.[2]
- október 15.[2]

## Híres Terézek
„Teréz” utónevű személyek szócikkeinek listája a Wikidata alapján
- Artner Teréz költőnő
- Ávilai Szent Teréz
- Brunszvik Teréz az első magyarországi óvodák megalapítója
- Csillag Teréz színésznő
- Doletskó Teréz szakácskönyv-író
- Ferenczy Teréz írónő
- Kalkuttai Szent Teréz apáca, rendalapító
- Karacs Teréz pedagógus, író
- Lisieux-i Szent Teréz